# Shinkansen série 200
Les Shinkansen série 200 (新幹線200系電車, Shinkansen 200-kei densha) sont des rames automotrices électriques à grande vitesse ayant appartenu à la Japanese National Railways puis à la JR East et qui ont circulé sur les lignes Shinkansen Tōhoku et Jōetsu au Japon entre 1982 et 2013.

## Caractéristiques générales
Le Shinkansen 200 est le deuxième modèle de Shinkansen conçu et il est très proche du Shinkansen 0 bien que plus léger et plus puissant. Prévu pour circuler dans les zones montagneuses de la région de Tōhoku, il est équipé de chasse-neige et de protection contre la neige.
La livrée initiale des Shinkansen 200 était ivoire avec une large bande verte. À partir de 1999, les rames ont été rénovées avec une cabine restylée et une livrée blanche et bleue. Certaines rames ont retrouvé leur première livrée à la fin de leur carrière.

## Versions
Depuis leur introduction en 1982, les Shinkansen 200 ont eu plusieurs versions.

### Version E
Cette version comportait 12 voitures pour une vitesse maximum de 210 km/h. Les rames versions E ont circulé de 1982 à 1993.

### Version F
Cette version comportait 12 voitures pour une vitesse maximum de 240 km/h et même 275 km/h pour 4 rames à partir de 1990. Certaines rames ont eu le nez pointu des Shinkansen 100. Les rames versions F ont circulé de 1983 à 2007.

### Version G
Cette version est une version E raccourcie à 8 ou 10 voitures. Les rames versions G ont circulé de 1987 à 1999.

### Version H
Cette version comportait 12, 13 ou 16 voitures pour une vitesse maximum de 240 km/h. Les rames avaient le nez pointu des Shinkansen 100. Les rames versions H ont circulé de 1990 à 2005.

### Version K
C'est la version la plus récente, à 8 puis à 10 voitures et avec une vitesse maximum de 240 km/h. Le nez des rames permettait un couplage avec les Shinkansen 400 et Shinkansen E3. Les rames versions K ont circulé de 1992 à 2013.

## Services
Les Shinkansen 200 ont circulé sur les services Aboa, Nasuno et Yamabiko de la ligne Tōhoku, ainsi que sur les services Asahi, Toki et Tanigawa de la ligne Jōetsu.
Les derniers Shinkansen 200 ont été retirés du service en mars 2013.

## Photos

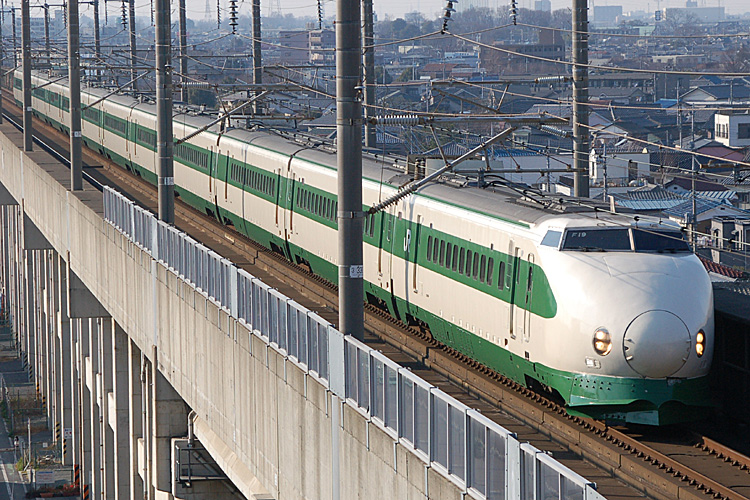
Shinkansen 200 (version G) en livrée originelle
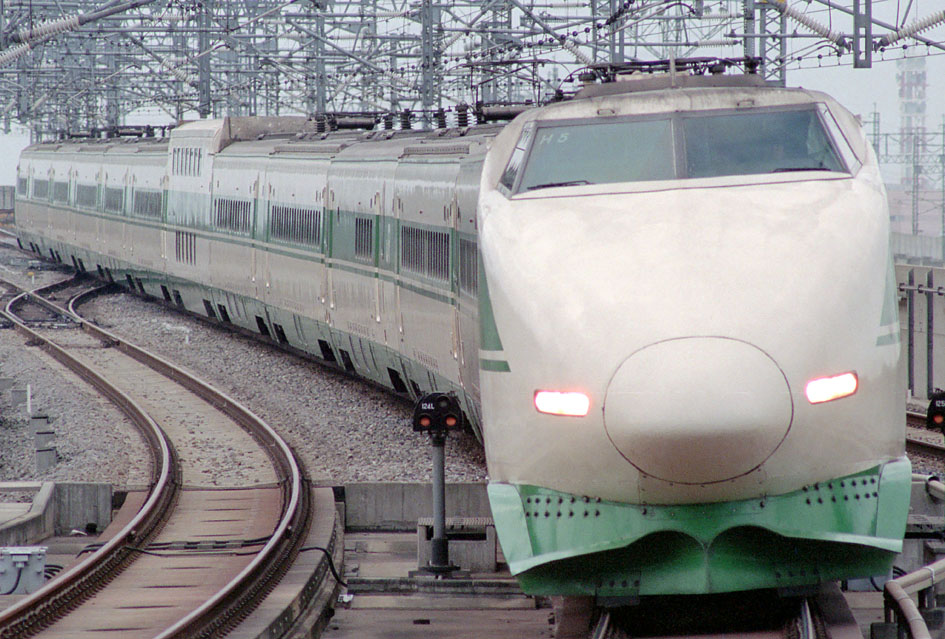
Shinkansen 200 (version H) avec le nez pointu des Shinkansen 100 et une voiture 2 niveaux
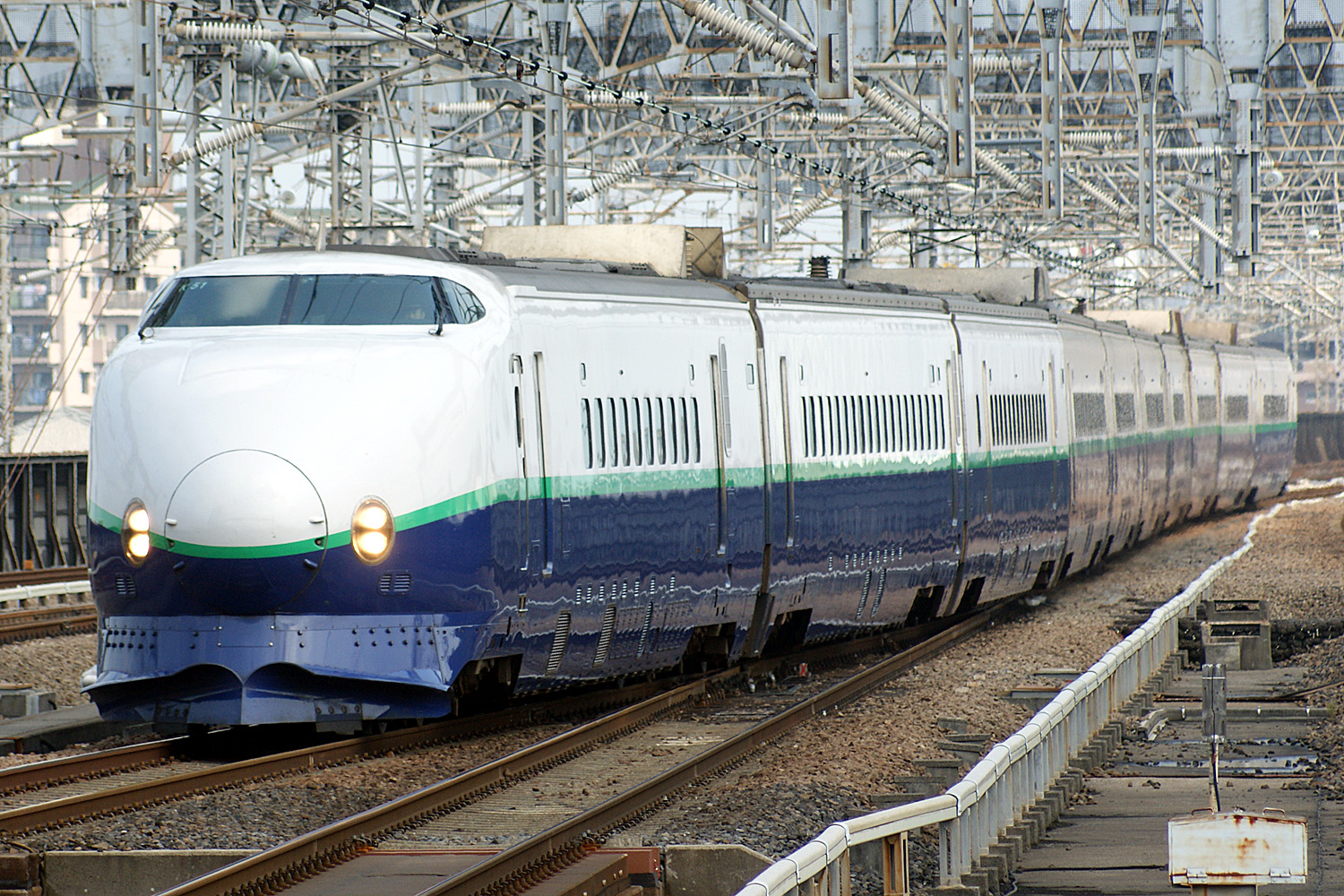
Shinkansen 200 (version K) rénové
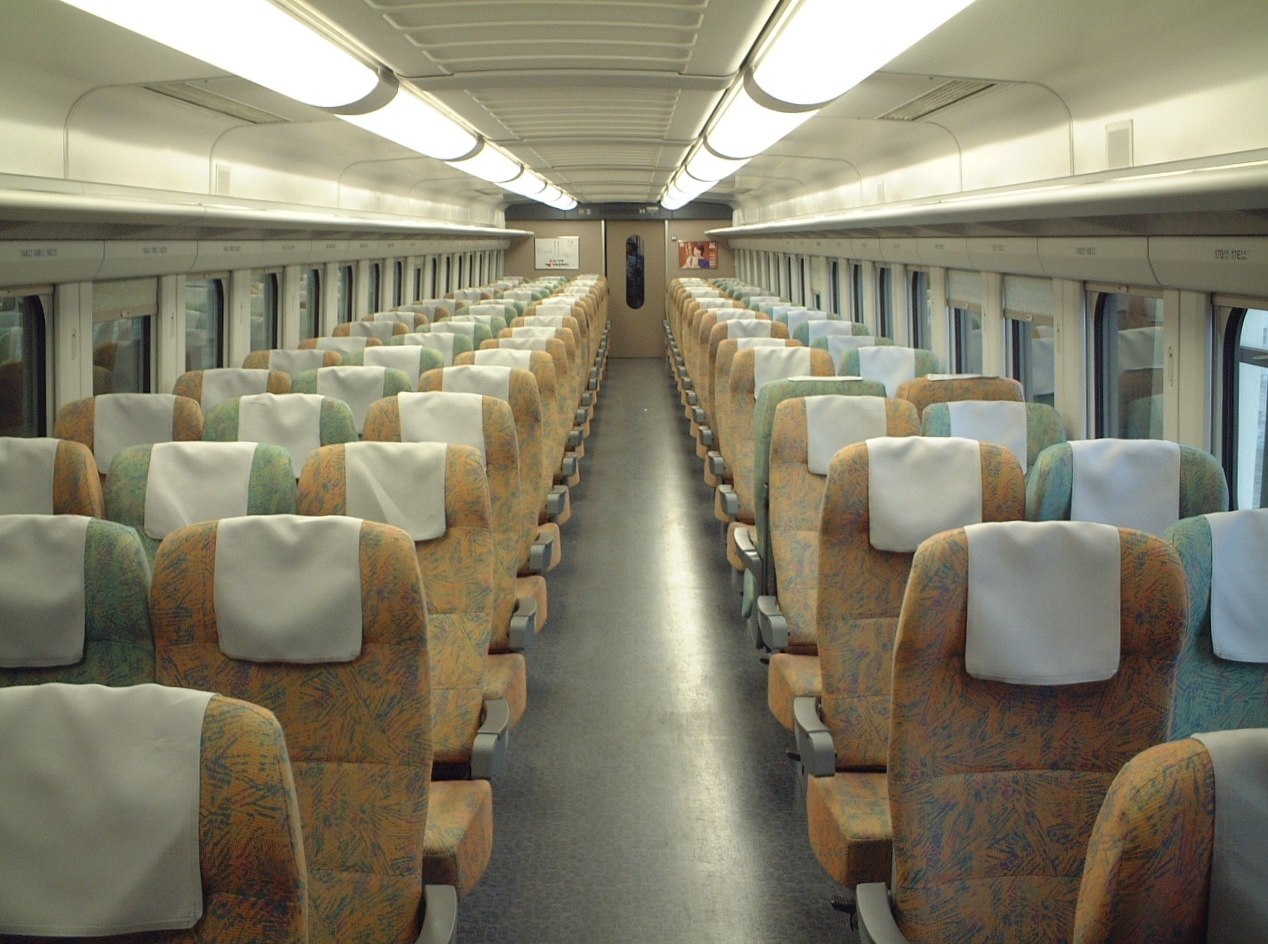
Intérieur rénové de la classe standard
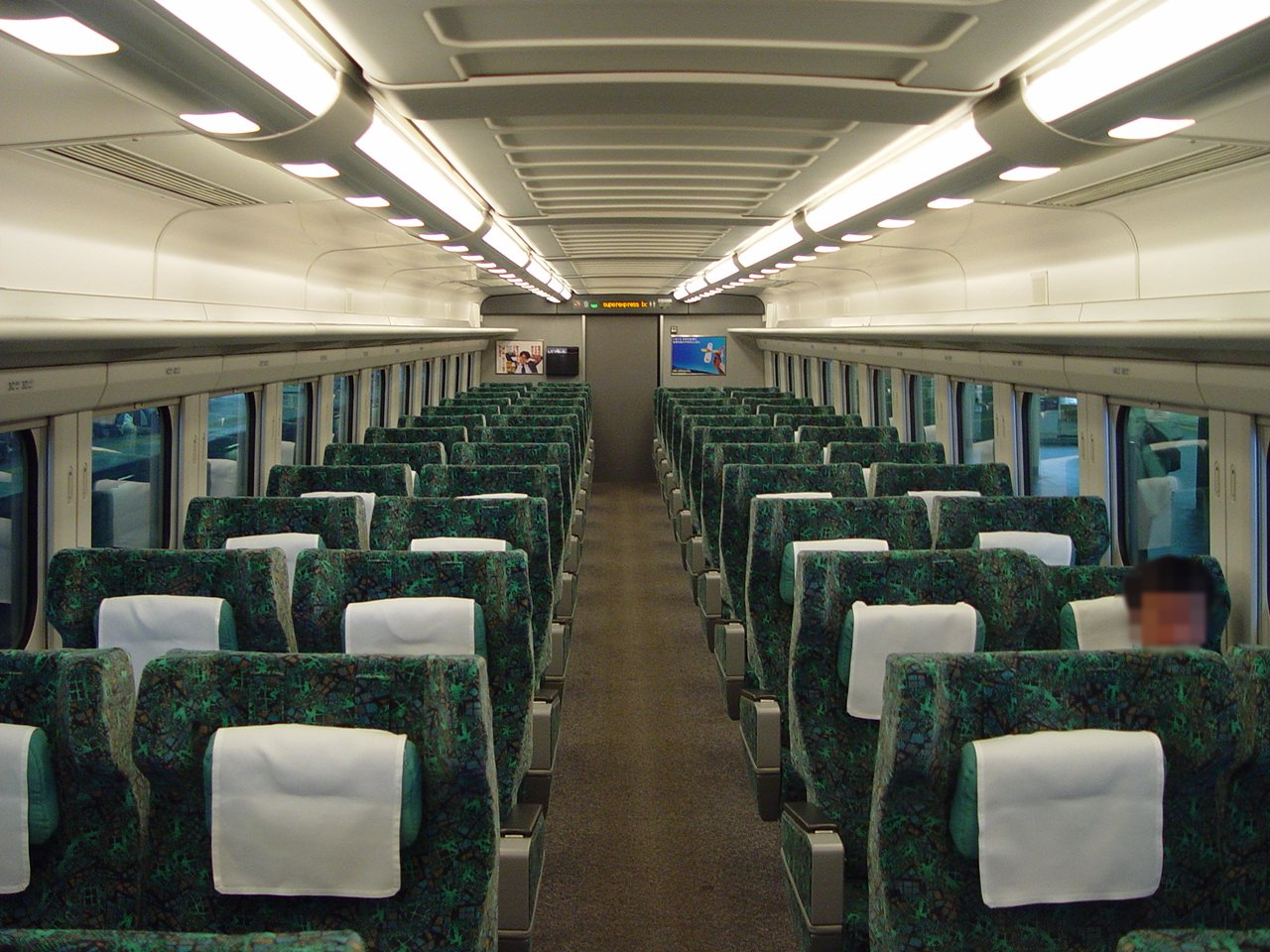
Intérieur rénové de la Green car

## Préservation
Une voiture est exposée au Railway Museum de Saitama et une autre au musée du chemin de fer de Niitsu à Niigata.